# 김동명 (축구 선수)
김동명(한국 한자: 金東明, 1989년 6월 11일 ~ )은 대한민국의 축구 선수이며, 포지션은 미드필더이다.